# Laroche-près-Feyt
Laroche-près-Feyt település Franciaországban, Corrèze megyében. Lakosainak száma 79 fő (2022. január 1.). Laroche-près-Feyt Feyt, Saint-Merd-la-Breuille, Bourg-Lastic, Saint-Germain-près-Herment és Verneugheol községekkel határos.

## Népesség
A település népességének változása:
| Lakosok száma | 159  | 115  | 106  | 80   | 73   | 67   | 63   | 60   | 66   | 79   |
|               | 1968 | 1982 | 1990 | 2006 | 2013 | 2015 | 2017 | 2019 | 2020 | 2022 |